# Anemonin
Anemonin ist ein sekundärer Pflanzenstoff, der in Hahnenfußgewächsen, wie zum Beispiel der Küchenschelle (Pulsatilla), enthalten ist.

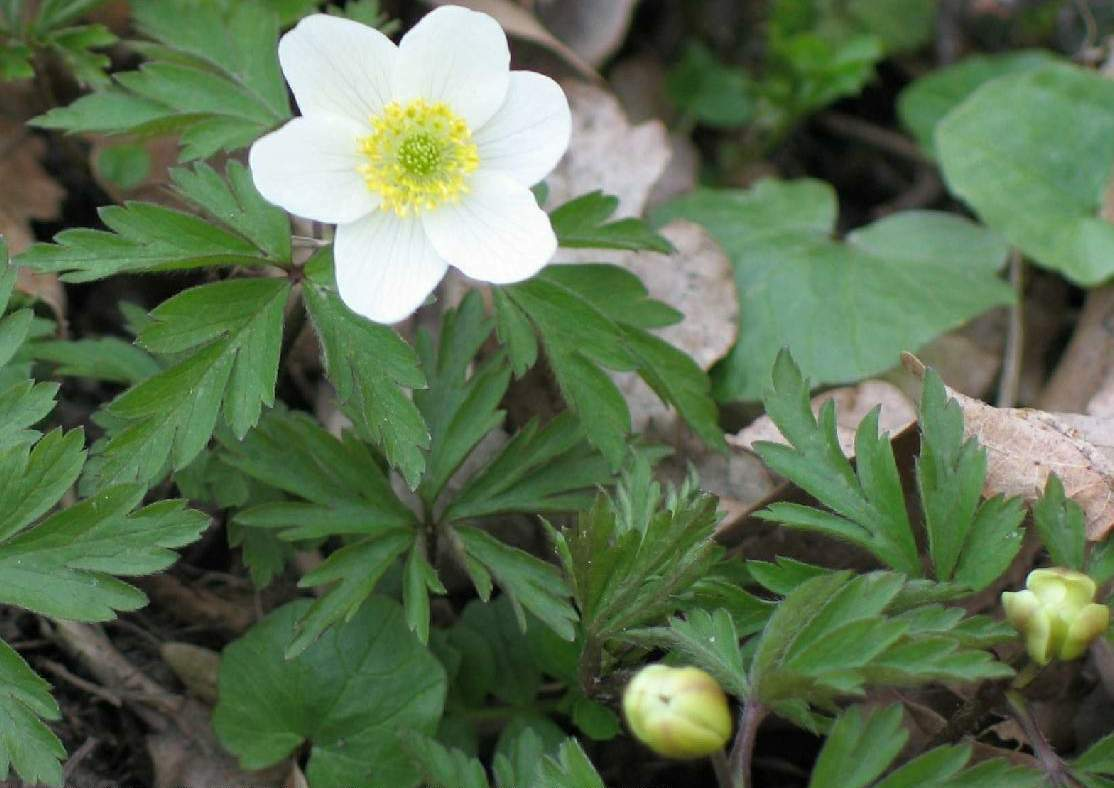
Buschwindröschen der Gattung Anemone

Sein Name leitet sich von der Bezeichnung der auch Anemone genannten Windröschen ab, in denen es zuerst von Heyer entdeckt wurde. Es ist ein Umwandlungsprodukt des giftigen Protoanemonins und besitzt eine Lactonstruktur: Es ist das Dilacton der 1,2-Dioxy-cyclobutan-di-β-acrylsäure. Es besitzt krampflösende, schmerzlindernde Eigenschaften und ist antibiotisch wirksam. Aus Protoanemonin wird es neben Anemonsäure bei Kontakt mit Luft oder Wasser durch Dimerisierung gebildet. Anemonin ist im Zusammenhang mit Bienenvergiftungen aufgrund bestimmter Hahnenfußpollen bekannt (Bettlacher Maikrankheit).